# Sagrotan
Sagrotan (z lat. Sanus = zdravý; obchodní ředitel firmy se jmenoval Arnold Groethuysen) je dezinfekční prostředek. Vznikl v roce 1913.

## Vznik
Hamburská firma Schülke & Mayr uvedla na trh dezinfekční prostředek Sagrotan.
Byl to chlorovaný fenol, který vyvinula chemická laboratoř firmy. Směrnici tomuto snažení udala habilitační práce chemika Laubenheimera na téma Fenol a jeho deriváty (1909), která přinesla řadu podnětů pro syntézu různých dezinficiencií.

## Vlastnosti
Po první světové válce se stal Sagrotan známým po celém světě. Tento prostředek v sobě spojil řadu vlastností: na jeho dezinfekční schopnost bylo možno se spolehnout, kromě toho jim bylo možno provádět očistu povrchu kůže i ran, měl dezodorační vlastnosti, byl netoxický a nedráždivý. Oproti Lysolu (kresolu), užívaném do té doby k zvládání epidemií a k jejich profylaxi, platil Sagrotan za prostředek jemné hygienické dezinfekce, tj. dezinfikování rukou, kůže a sliznic.

## Pozdější vývoj
Během dvacátých a třicátých let se stal postupně prostředkem péče o tělo, oblíbeným zejména u žen, a byl zaváděn i do gynekologické péče.